# ب‌ام‌و زد۳
ب‌ام‌و زد۳ (BMW Z۳) خودرویی است که در سال‌های ۱۹۹۶–۲۰۰۲در ایالات متحده آمریکا تولید شده‌است.
این خودرو در کلاس رودستر قرار گرفته و طراحی آن خودروهای موتور جلو-محور عقب بوده است. سیستم جعبه‌دندهٔ آن ۵ دنده به دو صورت خودکار و دستی است.
این خودرو در دنیای خودروها به کفش دلقک معروف است.

## نگارخانه

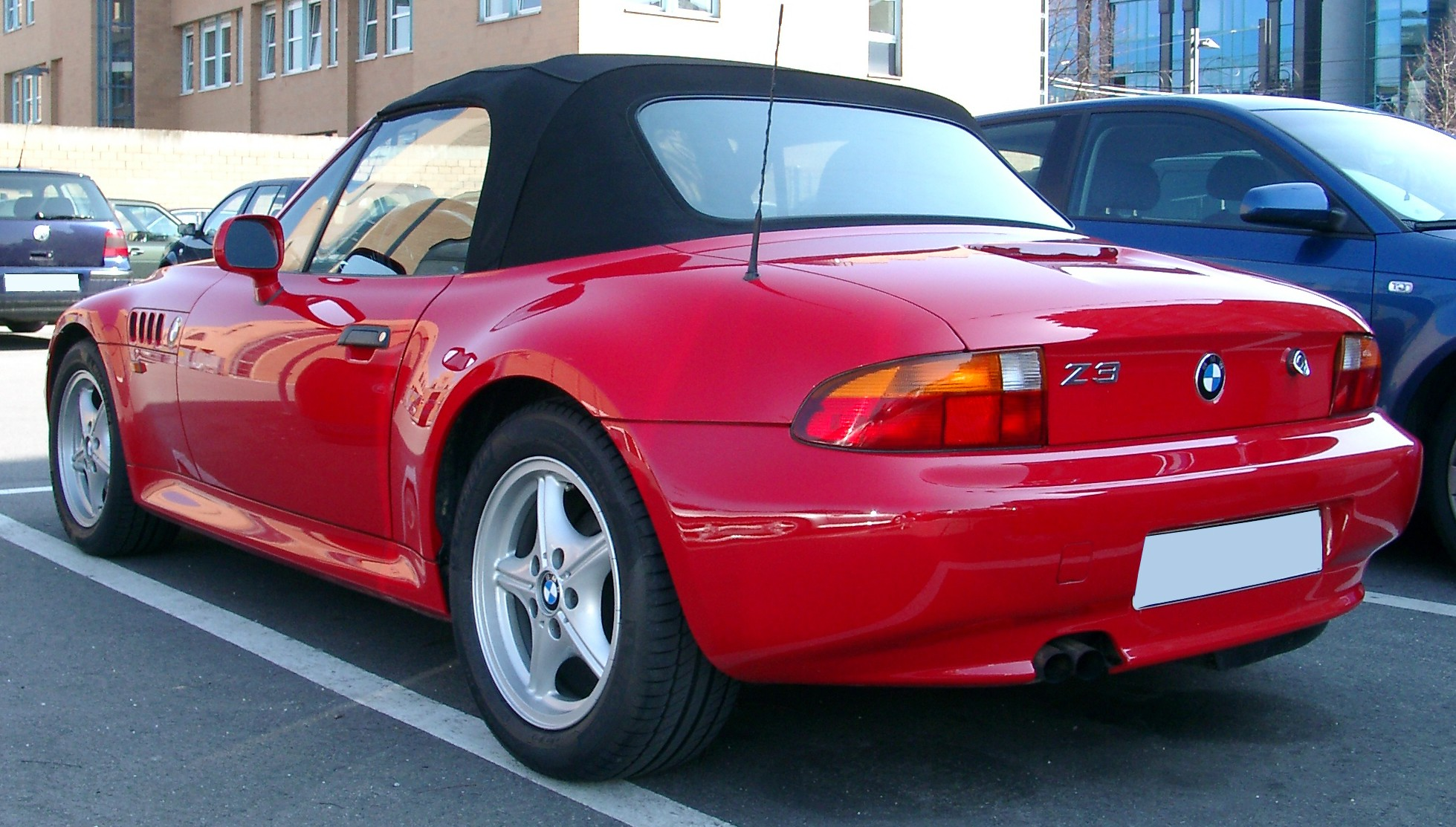
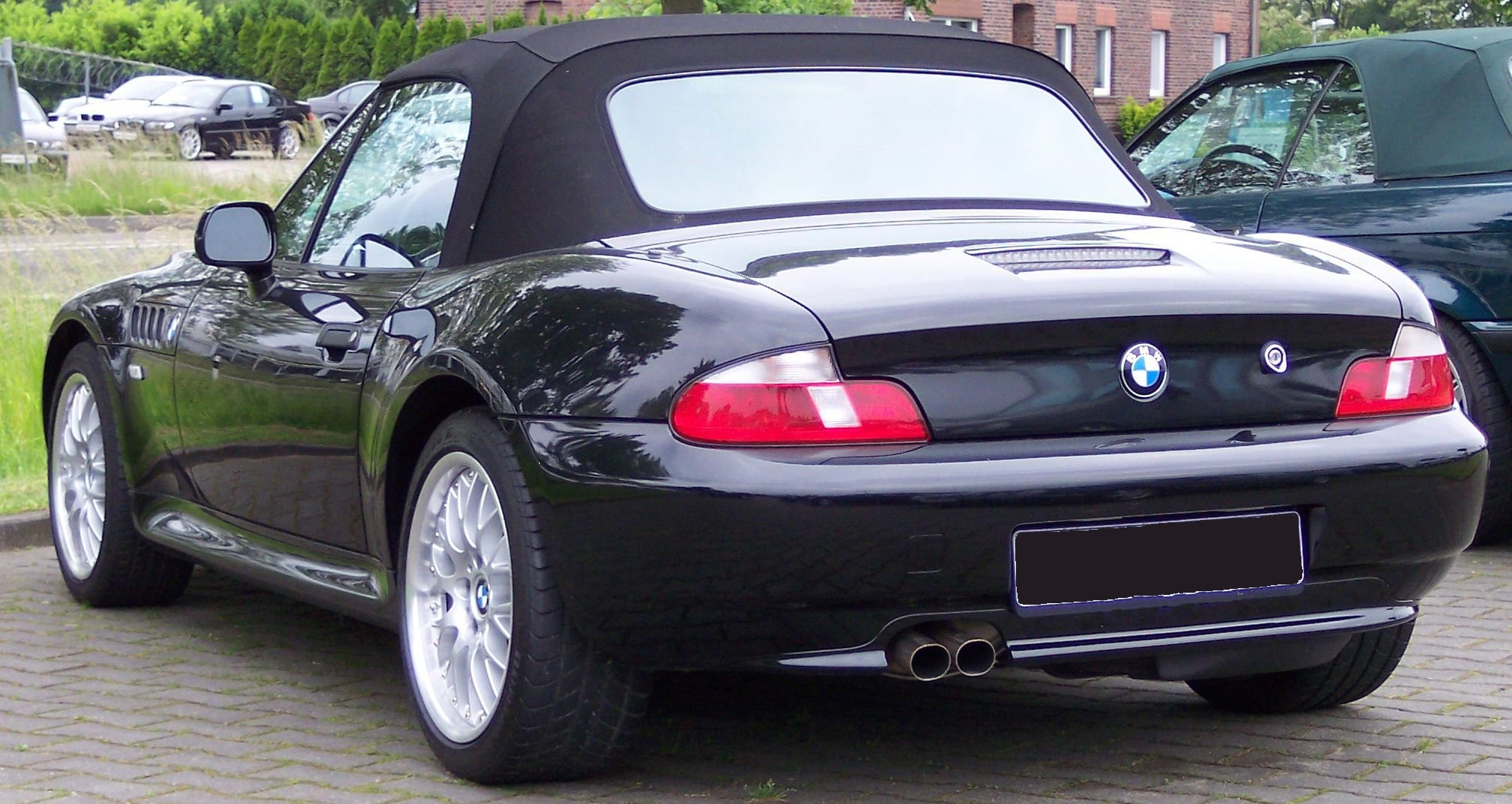
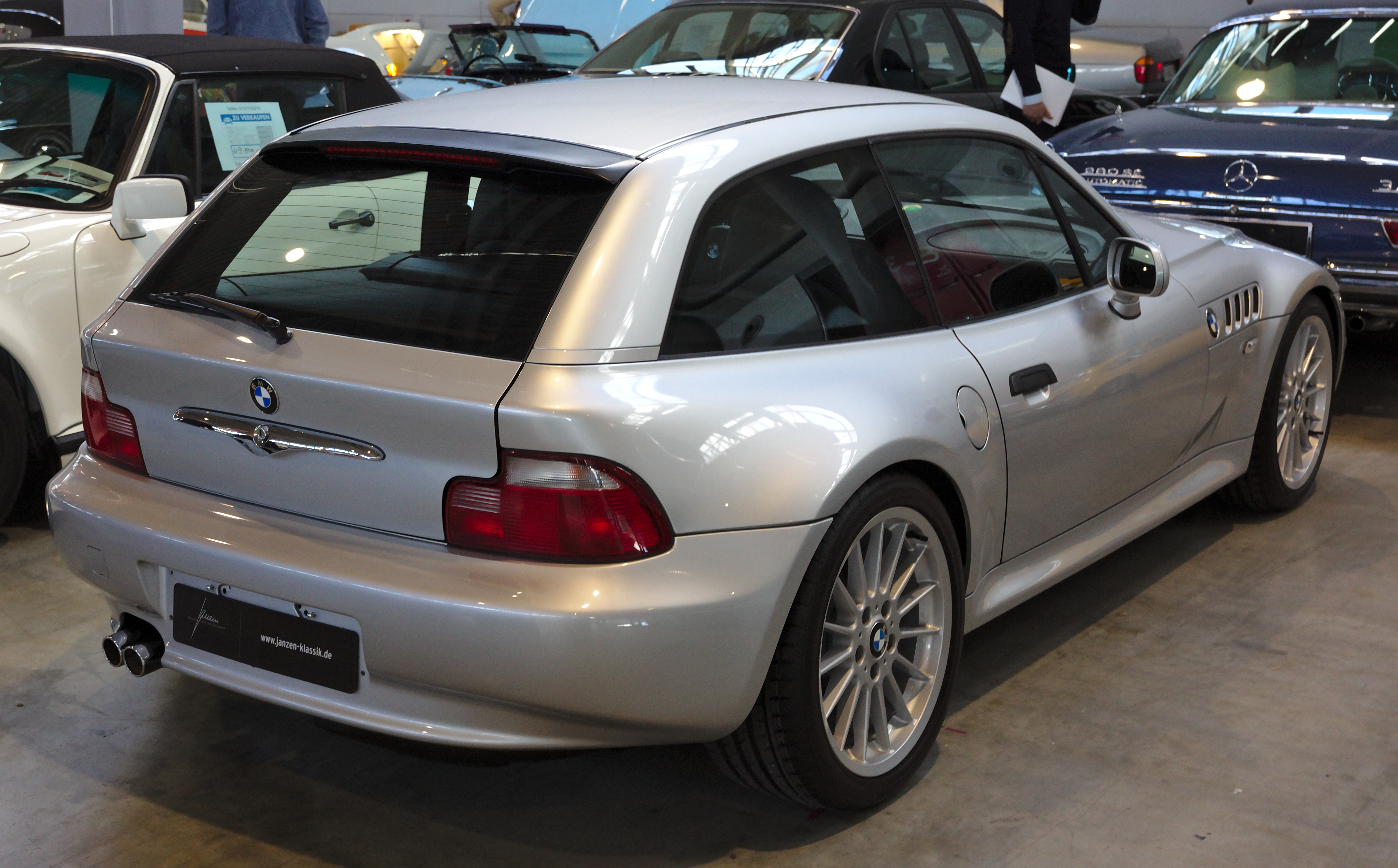